# Francisco Llorens Díaz
Francisco Lloréns Díaz (La Coruña, 1874-Madrid, 1948) fue un pintor español, discípulo de Carlos de Haes y Joaquín Sorolla, cuya actividad se centró en la pintura de paisaje y el retrato.

## Biografía
Becado por la Academia Española en Roma viajó también por Bélgica y Holanda, en compañía de otros artistas pensionados. Vivió unos meses de intenso trabajo en Brujas, ciudad que le causó una profunda impresión. Tres de los cuadros que pintó en Roma, El golfo de Nápoles, Mar de Capri  y Campesinas de Flandes, elogiados al parecer por el rey Víctor Manuel III, fueron adquiridos por el embajador de España en la capital italiana para que decorasen el palacio del Quirinal. En 1906 regresó a España.
Participó en exposiciones colectivas en Madrid, Barcelona (1907), Panamá (1915), donde obtuvo un galardón por el óleo El valle de Samoedo, y Buenos Aires (1919), si bien el artista nunca llegó a viajar a América. En 1917 se celebró en La Coruña la segunda exposición de arte gallego, de la que fue uno de sus impulsores. El mismo año expuso junto a Fernando Álvarez de Sotomayor en las galerías Layetanas de Barcelona.
En 1918 contrajo matrimonio con Eva Rodríguez, hija de un conocido médico de La Coruña, de la que enviudó en 1925, dejando dos hijas pequeñas, Eva, nacida en 1921, y María del Rosario, en 1925. Este mismo año recibió la gran cruz de la Orden de Carlos III.
Con ocasión de la Exposición Iberoamericana de Sevilla (1929) se le encargó la organización del Pabellón de Galicia, que decoró con un friso de motivos gallegos ejecutado por él.  
Tras estallar la guerra civil fue evacuado a Valencia con sus hijas en 1938, dedicándose a la pintura de bodegones. Concluida la contienda volvió a su actividad artística en Madrid, pasando los veranos en su tierra natal dedicado a la pintura de sus paisajes. En 1941 presentó una exposición en el Salón Cano de Madrid formada por paisajes gallegos, bodegones y paisajes del jardín botánico de Valencia. En 1942 fue nombrado académico en la Real Academia de Bellas Artes de San Fernando, donde ingresó en 1943. También fue socio de honor de la Academia de Bellas Artes y de la Real Academia Gallega. 
A partir de 1945 comenzó a decaer su salud, padeciendo pérdidas de memoria. Falleció el 11 de febrero de 1948 en Madrid, donde fue enterrado junto a su esposa, pero los restos de ambos fueron trasladados posteriormente por el Ayuntamiento de La Coruña al cementerio de San Amaro.

## Obra
En 1972 se celebró en Madrid una gran exposición retrospectiva dedicada al pintor, repetida más tarde en La Coruña y Vigo. Nuevas exposiciones de sus obras organizó Caixa Vigo en 1998 en La Coruña, Vigo, Orense y Santiago.
Hay obras suyas en diversas instituciones y museos gallegos (Ayuntamiento de La Coruña, Diputación Provincial de La Coruña, Museo de Lugo, Museo de Bellas Artes de La Coruña, Museo de Pontevedra y Universidad de Santiago de Compostela) además de en el Museo Municipal Quiñones de León y otros. El Museo del Prado es propietario de ocho cuadros de Lloréns, depositados en instituciones oficiales y museos de diversas ciudades españolas (La Coruña, Huelva y Zamora). Un museo dedicado a su obra, formado por donaciones de su hija Eva, se encuentra en la Fundación Pedro Barrié de la Maza de La Coruña.